# Urs Imboden
Urs Imboden (Santa Maria Val Müstair, 7 gennaio 1975) è un ex sciatore alpino svizzero naturalizzato moldavo nel 2006, specialista dello slalom speciale.

## Biografia

### Stagioni 1995-2006
Imboden, slalomista puro, iniziò la sua carriera nella nazionale svizzera nella stagione 1994-1995, prendendo parte a gare FIS e nazionali. in Coppa del Mondo esordì il 19 gennaio 1997 a Wengen, senza però portare a termine la gara, e ottenne i primi punti il 28 novembre 1998 con il 25º posto di Aspen. Il 14 dicembre successivo colse il suo primo podio in Coppa Europa, chiudendo al 3º posto lo slalom speciale di Nova Levante. Il 19 novembre 2000 a Park City ottenne il suo miglior risultato in Coppa del Mondo, giungendo 5º, e nella stessa stagione esordì ai Campionati mondiali: a Sankt Anton 2001 tuttavia non terminò la prova.
Ai XIX Giochi olimpici invernali di Salt Lake City 2002, i primi ai quali partecipò, arrivò 5º nella prova di slalom speciale. Nella stagione successiva conquistò la sua prima vittoria in Coppa Europa, il 30 novembre a Levi, e partecipò ai Mondiali di Sankt Moritz 2003, classificandosi 21º. In seguito il suo rendimento diminuì e nelle stagioni 2004-2005 e 2005-2006 non riuscì mai ad andare a punti, perdendo così il suo posto nella nazionale elvetica.

### Stagioni 2007-2011
Diventato cittadino moldavo nel 2006, iniziò a gareggiare per la nuova nazionale e il 30 gennaio 2007 a Schladming raccolse i primi punti per la nuova squadra, con un 24º posto. Ai successivi Mondiali di Åre 2007 fu 11º nello slalom speciale e prese anche il via allo slalom gigante, senza tuttavia completare la prima manche. Nel febbraio del 2009 partecipò ai suoi quarti Mondiali: a Val-d'Isère Imboden conquistò il 9º posto, suo miglior risultato nella competizione, giungendo davanti a tutti i suoi ex connazionali in gara. Il mese successivo, il 14 marzo a Crans-Montana, ottenne la sua ultima vittoria, nonché ultimo podio, in Coppa Europa.
Dopo i mondiali francesi gareggiò per altre due stagioni, raccogliendo, tra l'altro, il 7º posto sulla Chuenisbärgli di Adelboden il 10 gennaio 2010, suo secondo miglior piazzamento in Coppa del Mondo di carriera. Ai XXI Giochi olimpici invernali di Vancouver 2010, sua ultima presenza olimpica, non concluse la prova. 14º ai mondiali di Garmisch-Partenkirchen, prese il via per l'ultima volta in Coppa del Mondo il 6 marzo 2011 a Kranjska Gora, senza completare la gara. Si ritirò dall'attività agonistica alla fine di quella stagione 2010-2011, a 36 anni.

## Palmarès

### Coppa del Mondo
- Miglior piazzamento in classifica generale: 54º nel 2001

### Coppa Europa
- Miglior piazzamento in classifica generale: 15º nel 2003
- 5 podi:
  - 2 vittorie
  - 1 secondo posto
  - 2 terzi posti

#### Coppa Europa - vittorie
| Data             | Località      | Paese     | Specialità |
| ---------------- | ------------- | --------- | ---------- |
| 30 novembre 2002 | Levi          | Finlandia | SL         |
| 14 marzo 2009    | Crans-Montana | Svizzera  | SL         |

Legenda:

SL = slalom speciale

### Campionati svizzeri
- 4 medaglie[2]:
  - 3 ori (slalom speciale nel 2002; slalom speciale nel 2003; slalom speciale nel 2004)
  - 1 argento (slalom speciale nel 2001)